# M118
M118 är en amerikansk flygbomb som togs i tjänst i början av 1950-talet. M118 är en minbomb där mer än hälften av bombens massa består av sprängmedel. Jämfört med sprängbomber som Mark 84 är M118 kortare och tjockare vilket begränsar vapenbärarens hastighet till underljudsfart om den bärs som extern last.
M118 var med undantag av BLU-82 den tyngsta bomb som användes under Vietnamkriget. De huvudsakliga vapenbärarna var Republic F-105 Thunderchief och McDonnell Douglas F-4 Phantom II som båda kunde bära två M118. Douglas A-4 Skyhawk och israeliska IAI Kfir kan bära en M118.
M118 stod också som grund för de första precisionsstyrda bomberna. En elektrooptiskt styrd version (GBU-9) och en laserstyrd version (GBU-11) byggdes. Båda utvärderades vid upprepade flyganfall mot Ho Chi Minhleden mellan oktober 1969 och februari 1970 och visade en träffsäkerhet på några enstaka meter.

## Varianter
- M118 – Ursprunglig ostyrd variant.
- M118 LGB – M118 försedd med lasermålsökare. Senare standardbeteckning GBU-11.
- M118 EO – M118 försedd med kontrastavkännande TV-målsökare. Senare standardbeteckning GBU-9.